# Далекосхідна республіка
Далекосхідна республіка (рос. Дальневосто́чная Респу́блика, ДВР МФА: [dəlʲnʲɪvɐˈstotɕnəjə rʲɪsˈpublʲɪkə], Читинська Республіка; 6 квітня 1920 — 15 листопада 1922) — де-юре незалежна і демократична держава з капіталістичним укладом в економіці, проголошена на території Забайкалля і російського Далекого Сходу. Фактично була буферною державою між Радянською Росією і Японією. У цій державі проживало приблизно 60 % вихідців із України, на той час.

## Історія

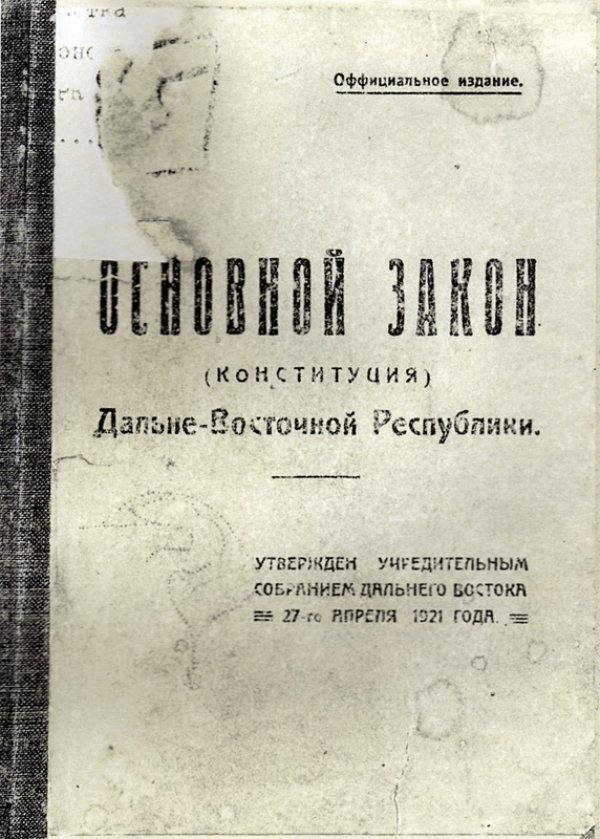
Конституція ДВР (обкладинка, 1921)

Ідею есерівського Політцентру зі створення ДСР Радянська Росія підтримала завдяки складній міжнародній і внутрішній військово-політичній обстановці, яка склалася для неї навесні 1920 р. Проголошення ДСР сприяло запобіганню прямого військового конфлікту між Радянською Росією і Японією і виведення іноземних військ з території Далекосхідного краю.
Республіка була проголошена 6 квітня 1920 Установчим з'їздом трудящих Прибайкалля; столиця — Верхньоудинськ (нині — Улан-Уде), а з жовтня 1920 — Чита. До складу ДСР були включені Забайкальська, Амурська, Приморська, Камчатська області і Північний Сахалін, хоча фактично на той період ДСР контролювала Амурську область, Хабаровський округ і Прибайкалля, яке пізніше було відторгнуте у ДСР Радянською Росією. На території Примор'я і Камчатки існували місцеві прорадянські автономні уряди, в Забайкаллі влада належала Народному зібранню та уряду Забайкальської республіки, сформовані отаманом Семеновим ще в період Сибірської республіки в 1918 р. У 1921 р. після перевороту у Владивостоці на території Приморської області виникла нова держава — Приамурський земський край (Чорний буфер) Північний Сахалін і залізниця фактично контролювалися японськими військами.
Радянська Росія офіційно визнала ДСР вже 14 травня 1920 року, надавши їй з самого початку фінансову, дипломатичну, кадрову, господарську і військову допомогу. Це дозволило Москві контролювати внутрішню й зовнішню політику ДСР і створити Народно-революційну армію ДСР (НРА) на базі червоних дивізій.
На переговорах, що відбулися на станції Гонгота (24 травня — 15 липня 1920), японська делегація була змушена погодитися на евакуацію своїх військ з Забайкалля. Ця дипломатична перемога Москви і зрада колчаківських генералів восени 1920 року, що стояли на чолі Далекосхідної армії дало можливість НРА в жовтні — листопаді 1920 розгромити Збройні сили Східної окраїни отамана Семенова. 22 жовтня 1920 після тривалих боїв частини НРА і партизани зайняли Читу, яка стала новою столицею ДСР. В цей же час японські війська евакуювалися з Хабаровська, що привело до дійсного об'єднання далекосхідних областей в рамках Далекосхідної республіки.
У січні 1921 пройшли вибори до Установчих Зборів ДСР, завданням якого стало вироблення конституції республіки і створення її верховних органів.
Більшість в Установчих зборах отримали більшовики в союзі з представниками селянських партизанських загонів. Комуністи — 92, що примикала до них фракція селян — більшості (в осн. партизани) — 183, фракція селян — меншини (куркульство) — 44, есери — 18, меншовики — 13, позапартійні демократи (кадети) — 9, Сибірський союз есерів — 6, народні соціалісти — 3, бурят-монгольська фракція — 13. За час своєї діяльності (12 лютого — 27 квітня 1921) Установчі збори прийняли конституцію ДСР, згідно з якою, республіка була незалежною демократичною державою, верховна державна влада в якій належить виключно народові Далекого Сходу). Як органи верховної влади були обрані Уряд на чолі з більшовиком О. М. Краснощековим, якого на початку 1922 змінив його однопартієць М. М. Матвєєв, і Рада Міністрів. ЦК РСП (б) і Рада народних комісарів РРФСР тримали під своїм контролем вирішення всіх найважливіших питань внутрішньої та зовнішньої політики ДСР, військове будівництво. Народно-революційна армія ДСР спочатку розглядалася як одна з армій Радянської Росії.

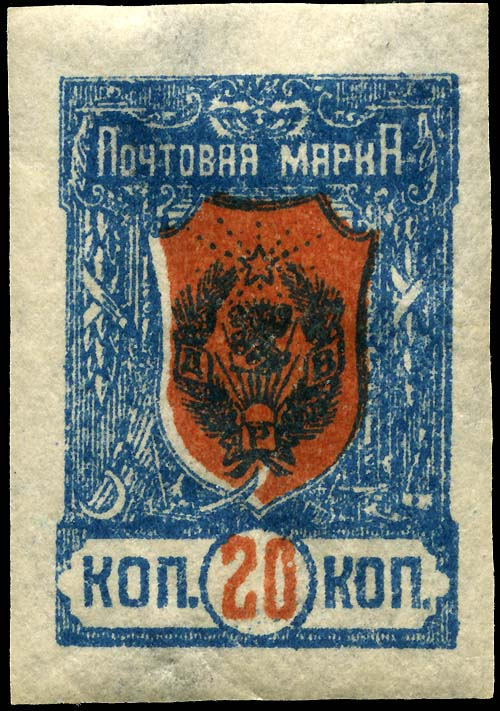
Поштова марка ДВР

Побоюючись зміцнення позицій ДСР і, відповідно, Радянської Росії в Примор'ї, японські інтервенти та білогвардійці 26 травня 1921 шляхом перевороту привели до влади у Владивостоці Приамурський тимчасовий уряд, що складався з членів білого руху та представників несоціалістичних партій. Розпочаті 26 серпня 1921 переговори між ДСР і Японією про врегулювання відносин саботувалися японським урядом (Дайренська конференція 1921—1922).
У листопаді 1921 почався наступ Білоповстанської армії, яка 22 грудня 1921 зайняла Хабаровськ. У цих складних обставинах РНК РРФСР і ЦК РСП (б) провели заходи по боротьбі з далекосхідними сепаратистами в органах влади та зміцненню оборони ДСР. З Народних зборів ДСР були видалені есери і соціал-демократи. Замість Краснощекова, який боровся за незалежність ДСР у відносинах з РРФСР, головою уряду став Н. М. Матвєєв, військовим міністром був призначений В. К. Блюхер.
У лютому 1922 Народно-Революційна Армія ДСР під командуванням Блюхера перейшла у контрнаступ і у взаємодії з партизанськими загонами завдала білогвардійцям нищівних ударів. 12 лютого 1922 білі частини генерала Молчанова були розбиті біля станції Волочаївка (Волочаївський бій), 14 лютого був зайнятий Хабаровськ. В результаті, білогвардійці відступили за нейтральну зону під прикриттям японських військ. У вересні 1922 вони знову спробували перейти в наступ, але знову були розгромлені НРА.

## Адміністративний поділ
На момент утворення ДСР мала у своєму складі Амурську, Забайкальську, Камчатську, Приморську і Сахалінську області, території яких збігалися з відповідними областями Російської імперії.
22 листопада 1920 року з частини Забайкальської області утворено Прибайкальську область, а з Сахалінської (юридично — всієї, фактично — тільки неокупованого континентального повіту) і частини Приморської областей — Приамурську.
27 квітня 1921 року на частині територій Забайкальської і Прибайкальської областей було створено Бурят-Монгольську автономну область.
15 листопада 1922 року ДСР увійшла до складу РРФСР як Далекосхідна область, усі області, що складали ДСР (крім Бурят-Монгольської АО), було перейменовано на губернії.

## Органи влади та керівники ДСР

Уряд ДСР. В центрі — П. М. Нікіфоров.

Як верховну владу було обрано Уряд на чолі з більшовиком А. М. Краснощековим, якого на початку 1922 року змінив його однопартієць Н. М. Матвєєв, і Рада Міністрів.
Вищим органом влади були Народні Збори ДСР (НЗ ДСР), що сформувалося на основі виборів за пропорційною системою представництва терміном на 2 роки. За конституцією в Народні Збори мав обиратися 1 депутат від 15000 громадян республіки (для цивільного населення), для військовослужбовців — 1 депутат від 7500 виборців.
Багатопартійність визначила порядок висунення кандидатів у депутати Народних Зборів. Кандидати висувалися списками партійними та громадськими організаціями, року також окремими групами виборців. НЗ ДСР працювали в сесійному порядку, сесії могли бути черговими і екстреними. У проміжках між сесіями діяв президія НС ДСР. Екстрені сесії НЗ ДСР могли скликатися в разі необхідності Урядом за його власною ініціативою або на вимогу половини депутатів Народних Зборів, але в практиці державного існування ДСР їх не було. У ДСР діяли Народні Збори двох скликань. Народні Збори I скликання було перетворено з Установчих Зборів, і тільки Народні Збори II скликання було сформовано на підставі законодавства про вибори Народних Зборів.
Функцію систематичного і безперервного вищого керівництва державою виконував Уряд — постійно діючий вищий орган державної влади. Відповідно до конституції Уряд обиралося Народними Зборами на термін його повноважень, тобто на два роки. Вибори Уряду выдбувалися у НЗ ДСР при таємному голосуванні і вважалися дійсними при присутності 2/3 всіх його депутатів.
Верховними виконавчо-розпорядчими органам Далекосхідної Республіки були Рада Міністрів ДСР, міністерства ДСР (закордонних справ, внутрішніх справ, юстиції, фінансів, землеробства, праці, промисловості, освіти, транспорту, охорони здоров'я, військове, піклування, торгівлі, пошти і телеграфів, продовольства, соціального забезпечення, з національних справ), Центральний Державний Контроль ДВР, Центральне Статистичне Управління ДСР. Дорадчими органами при Раді Міністрів були Вищий Економічний Рада ДВР і Рада Оборони ДСР. Міністрами могли бути як члени Уряду, так і інші особи. За конституцією міністрами могли бути громадяни ДВР, що володіють виборчим правом в Народні Збори. Для оперативного вирішення поточних питань СМ ДВР мав президію. Президія діяв від імені Ради Міністрів. Останній стверджував всі його рішення.

## Приєднання ДСР до РРФСР

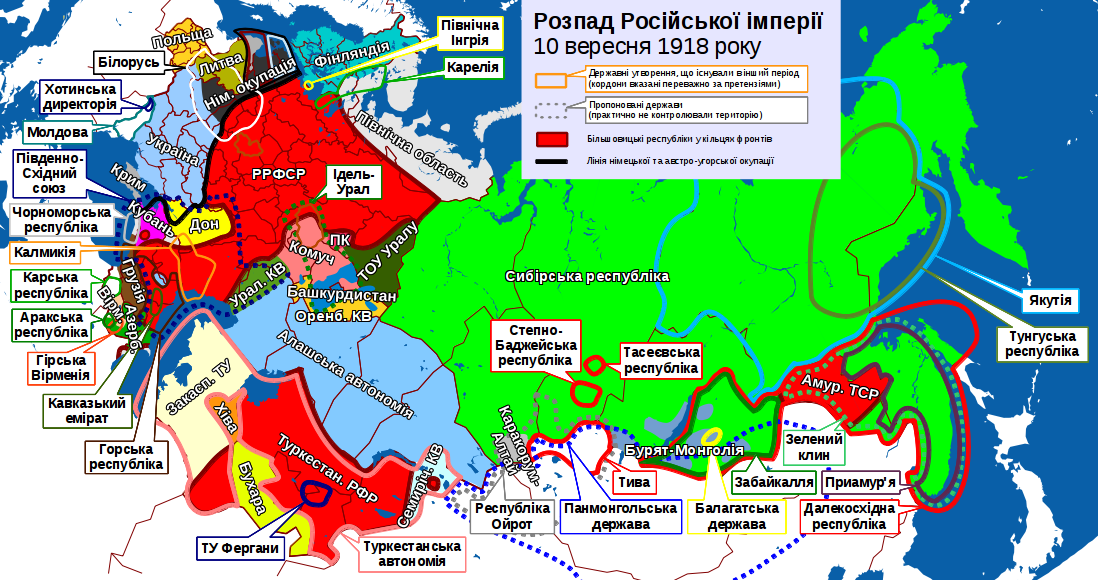
ДСР на карті розпаду Російської імперії

Зміцнення міжнародного та внутрішнього становища Радянської Росії та ДСР, дипломатична ізоляція Японії на Вашингтонській конференції 1921—1922 рр. і невдоволення широких верств її населення продовженням інтервенції на Далекому Сході змусили японський уряд евакуювати свої війська з Примор'я. 25 жовтня 1922 війська НРА вступили у Владивосток. Робочі Далекосхідної республіки на мітингах, організованих більшовицькими активістами, вимагали возз'єднання з РРФСР НЗ ДСР II скликання, вибори до яких були проведені влітку, на сесії 4 — 15 листопада 1922 року прийняли постанову про свій розпуск, і відновлення Радянської влади на Далекому Сході. Пізніше, 14 листопада 1922 командири частин НРА ДСР від імені Народних Зборів ДСР звернулися до ВЦВК з проханням включити ДСР до складу РРФСР, який через кілька годин 15 листопада 1922 включив республіку до складу РРФСР як Далекосхідну область.
Територія ДСР мала поділ на області, області на повіти, повіти на волості. Конституція ДСР встановила наступну систему місцевих представницьких органів влади: обласні, повітові, волосні, міські (на правах повітових і волосних) зборів уповноважених і сільські збори. Виконавчо-розпорядчими органами області були обласне управління та обласні відділи, виконавчо-розпорядчими органами повіту — повітове управління і повітові відділи, виконавчо-розпорядчими органами міста — міське управління та міські відділи, виконавчо-розпорядчим органами волості — волосне управління, виконавчо-розпорядчим органами села — сільський комітет. Поряд з ними у ДСР існував інститут соціальних уповноважених посадових осіб. Ними були обласні урядові емісари.
Голови Уряду ДВР
- Олександр Михайлович Краснощеков (1920–1921)
- Микола Михайлович Матвєєв (1921–1922)

Голова Ради Міністрів ДСР
- Петро Михайлович Нікіфоров (1920–1922)

## Культура

### Освіта
У ДСР існували такі університети:
- Державний далекосхідний університет
- Забайкальський університет

Початкова і середня загальна освіта надавалася єдиними школами.

### Музеї
- Прибайкальський обласний музей
- Забайкальський обласний музей
- Амурський обласний музей